# 石田寿
石田 寿（いしだ ひさし、1895年4月11日 - 1962年2月20日）は、日本の裁判官。長崎地方裁判所所長、京都地方裁判所所長、高松高等裁判所長官などを歴任した。

## 経歴
福岡地方裁判所判事などを務めた石田精一の二男として福岡市に生まれる。1913年福岡県立中学修猷館、1916年第五高等学校独語法律科を経て、1920年東京帝国大学法学部独法科を卒業する。在学中の1919年には高等文官試験行政科に合格している。東大在学中は後の首相広田弘毅が創設した学生寮「浩浩居」で生活しており、その頃から広田との信頼関係が築かれた。
卒業後、三菱合資会社に一時勤務するが、1922年司法官試補となり横浜地方裁判所に勤務する。1924年東京地方裁判所判事となり、その後東京控訴院判事を務め、1936年3月に広田内閣が誕生すると広田弘毅から総理大臣秘書官に抜擢される。翌年の内閣総辞職で一旦東京地裁刑事部長となるが、4月に外務大臣に転じた広田に再び呼び戻され、外務省嘱託としてヨーロッパへ出張し、広田からの親書を携えてヒトラー、ムッソリーニらとの単独会見などを行っている。
その後、司法省大臣官房会計課長、東京区裁判所監督判事を経て、1945年3月長崎地方裁判所所長に就任する。同年8月9日、所長官舎で原爆に襲われ、本人は無事だったが、長女の雅子は女学生として学徒動員中の工場で被爆している。その後、雅子は九州帝国大学医学部附属医院に入院しながら被爆当時の様子を記して石田へ書簡として送っており、石田は雅子の書簡を「被爆の記録」として出版することを決意し、当初GHQからの発行禁止処分を受けたが、粘り強い努力によって1949年2月に『雅子斃れず』として刊行された。また、原爆資料の保存や平和祈念像建設を推進し、長崎国際文化協会会長、長崎ユネスコ協力会会長なども務めた。
1951年京都地方裁判所所長を経て、1957年8月高松高等裁判所長官に就任したが、1959年4月脳出血をおこして倒れ、1960年2月健康上の理由で退官した。
1962年2月20日東京大学医学部附属病院において死去。石田の葬儀には、11代目市川団十郎（11代目市川海老蔵の祖父）、杉村春子、笠置シズ子をはじめ、交流があった多くの芸能人や各界の名士が参列したという。
長男は東京高等裁判所長官を務め、ペンネーム「ゆたかはじめ」として著述も行う石田穣一。

## 人物
父・精一が劇場の顧問をしていたため、子供の頃から学校帰りに芝居小屋へもぐりこみ芝居の造詣を深めたことにより、芝居や映画、落語などをこよなく愛する文化人となった。外務省嘱託としてのヨーロッパ滞在期間中にも映画やオペラなどヨーロッパ文化への造詣を深めた。歌舞伎、新劇、映画にいたるまで芸能人との交際が広く、時には演技の注文をつけたりしていた。特に7代目松本幸四郎とは親交を重ね、息子の11代目市川団十郎を連れて散歩もしたという。京都地方裁判所所長時代には、森雅之、京マチ子主演の映画「瀧の白糸」の監修も行っている。自身も落語を演じるのがうまかった。